# Catocala oberthürii
Catocala oberthürii är en fjärilsart som beskrevs av Jules Leon Austaut 1879. Catocala oberthürii ingår i släktet Catocala och familjen nattflyn. Inga underarter finns listade i Catalogue of Life.